# Olga Šplíchalová
Olga Šplíchalová (* 1. září 1975, Třebíč) je bývalá československá a česká plavkyně, dvojnásobná účastnice olympijských her.

## Sportovní kariéra
Je odchovankyní znojemského plaveckého klubu. Poprvé o sobě dala vědět v roce 1989, kdy skončila druhá a dvakrát třetí na juniorském mistrovství Evropy a od tohoto roku se pravidelně účastnila závodů Světového poháru. Na olympijských hrách 1992 se dostala do finále na 800 m volný způsob a obsadila v něm výborné šesté místo, což patří k nejlepším umístěním československého plavce v historii olympiád. Na poloviční trati skončila čtrnáctá. V následujícím roce na mistrovství Evropy 1993 v Sheffieldu vybojovala na své nejoblíbenější trati 800 m volný způsob bronzovou medaili a v témže roce na mistrovství Evropy v dálkovém plavání na Slapech zvítězila na 5 kilometrů. V roce 1993 se prosadila i v závodech Světového poháru. Zvítězila ve třech závodech na 1000 m volný způsob a stala se celkovou vítězkou této disciplíny. Na závodech v Paříži dokonce na této netradiční trati zaplavala nejlepší světový čas – 10:44,79. Později se jí na vrcholných akcích již tolik nedařilo. Na mistrovství Evropy 1995 skončila nejlépe osmá na 800 m, na olympijských hrách v Atlantě 1996 obsadila 15. (na 800 m v. zp. a štafetě 4 × 200 metrů) resp. 21. místo (na 400 m v. zp.). V devadesátých letech studovala na University of Minnesota a soutěžila v americké univerzitní soutěži NCAA. Na Univerziádě v roce 1997 získala bronzovou medaili na 1500 m volný způsob.

## Osobní život a další působení
Olga Šplíchalová žije a pracuje v USA. Je vdaná (nyní se jmenuje Olga Šplíchalová Espinosa) a má dceru Isabel. Po skončení aktivní kariéry pracovala jako plavecká trenérka na Park Center High School, v klubech Omni Swim Club a St. Croix Swim Club.

## Ocenění
- nejlepší plavkyně roku v Československu a Česku – 1991, 1992, 1993
- osmá v anketě o nejlepšího sportovce Československa 1992